# وایتویک
وایتویک (به انگلیسی: Whitwick) یک روستا و محله مدنی در بریتانیا است که در North West Leicestershire واقع شده‌است.